# Louis Munteanu
Louis Munteanu (n. 16 iunie 2002, Vaslui, Vaslui, România) este un fotbalist român, care joacă pe post de atacant la CFR Cluj în SuperLiga României. Pe plan internațional, are prezențe la națională pentru România Sub-17, România Sub-19, România Sub-21 și România.
Munteanu a debutat la seniori la Viitorul Constanța în 2019, la 17 ani. Un an mai târziu, a fost achiziționat de echipa italiană Fiorentina. În 2022, a fost împrumutat înapoi la Constanța, unde între timp Viitorul fuzionase cu Farul – și a ajutat echipa constănțeană să câștige titlul național.
Pe plan internațional, Munteanu a reprezentat România sub 21 de ani la Campionatul European UEFA 2023.
La 12 octombrie 2023, a debutat la naționala mare în meciul din deplasare cu Belarus, din preliminariile Campionatului European 2024.

## Palmares
Farul Constanța
- SuperLiga României: 2022–23

CFR Cluj
- Cupa României: 2024–25

Individual
- Golgheterul SuperLigii României: 2024–25